# Saccogaster maculata
Saccogaster maculata är en fiskart som beskrevs av Alcock, 1889. Saccogaster maculata ingår i släktet Saccogaster och familjen Bythitidae. Inga underarter finns listade i Catalogue of Life.